# Roberto Bordin
Roberto Bordin (Zawiya, 10 gennaio 1965) è un allenatore di calcio ed ex calciatore italiano, di ruolo difensore o centrocampista.

## Biografia
Nasce in Libia, dove il padre lavorava come meccanico, ma si trasferisce ben presto con la famiglia in Liguria, a Sanremo, dove inizia l'attività di calciatore.
Nell'estate del 1996, durante la sua militanza nel Napoli, è stato colpito da un tumore alla tiroide, saltando l'inizio della stagione 1996-1997; torna a calcare i campi di calcio nel novembre successivo.

## Carriera

### Giocatore

Bordin al Cesena nel 1988, nella morsa dei due Rossi, il compagno di squadra Sebastiano (a sinistra) e il torinista Ezio Rossi (a destra).

Esordisce a livello professionistico con la Sanremese, nel campionato di Serie C1 1982-1983. Nella stagione successiva conquista il posto da titolare (32 presenze e 3 reti). Poi passa al Taranto, con cui esordisce in Serie B. Ridiscende in Serie C1 per una stagione con il Parma di Arrigo Sacchi prima di passare al Cesena, di nuovo in Serie B, nell'ottobre del 1986. Con la maglia dei romagnoli disputa la sua stagione più prolifica (6 reti in 31 presenze) e conquista la promozione in Serie A, categoria nella quale esordisce il 13 settembre 1987 in Cesena-Napoli 0-1.
Nel 1989 passa all'Atalanta per oltre due miliardi. Con gli orobici disputa 4 stagioni nella massima serie, e nel 1993 viene ceduto al Napoli, richiesto dal nuovo allenatore Marcello Lippi che lo aveva avuto all'Atalanta. Gioca con regolarità per tre stagioni, sempre in Serie A, mentre nella quarta, a causa di problemi di salute, scende in campo solo 17 volte. Nella stagione 1997-1998 gioca il suo ultimo campionato di Serie A al Piacenza: con 21 presenze contribuisce alla salvezza degli emiliani.
Nel 1998 va in Serie C2 alla Triestina, poi si trasferisce allo Spezia, con cui gioca dal 1999 al 2005 tra Serie C2 e Serie C1 con una parentesi al L.R. Vicenza in Serie B, al seguito di Andrea Mandorlini che era passato dalla panchina ligure a quella veneta.

### Allenatore
Dopo il ritiro rimane nello staff di Mandorlini, seguendolo in qualità di allenatore in seconda nelle varie panchine su cui si è seduto: Bologna, Padova, Siena, Sassuolo. Nel novembre del 2009 è il vice di Mandorlini al CFR Cluj, in Romania, partecipando alle vittorie di campionato, la Coppa di Romania e la Supercoppa di Romania.
Dal 2010 al 30 giugno 2015 è l'allenatore in seconda del Verona. Come vice di Mandorlini ha ottenuto la promozione in Serie B dopo i play-off nel campionato di Lega Pro Prima Divisione 2010-2011, la promozione in Serie A nella stagione 2012-2013 e due salvezze nel massimo campionato.
L'8 marzo 2016 viene chiamato sulla panchina della Triestina, in Serie D, ottenendo la salvezza ai play-out. 
Il 4 ottobre 2016 diventa allenatore dello Sheriff Tiraspol al posto del francese Bruno Irles. Il 25 maggio 2017 vince la Coppa di Moldavia battendo per 5-0 in finale lo Zarea Bălți e pochi giorni dopo si aggiudica il campionato 2016-2017 vincendo ai rigori lo spareggio contro il Dacia Chișinău. Nel novembre 2017 vince di nuovo il campionato. Il 24 aprile 2018 lascia, per motivi familiari, la squadra della Transnistria.
L'8 giugno 2018 si accasa al Neftçi Baku, squadra azera, con cui ottiene il secondo posto in classifica alla stagione d'esordio. Il 18 gennaio 2020 il club annuncia la fine del contratto.
Il 12 febbraio 2021 diventa il commissario tecnico della nazionale moldava, incarico che lascia il 30 novembre successivo alla scadenza del contratto.
Il 9 gennaio 2023 torna allo Sheriff Tiraspol, a cinque anni dal suo precedente incarico con la squadra della Transnistria. Vince il campionato e la Coppa di Moldavia. Il 6 ottobre 2023, dopo la sconfitta per 6-0 contro lo Slavia Praga nei gironi di Europa League, viene esonerato.
Il 5 febbraio 2024 dopo otto anni torna alla Triestina, in quel momento terza nel girone A di Serie C, con cui firma un contratto fino al termine della stagione con opzione di prolungamento in caso di promozione in Serie B. La squadra termina la stagione regolare al quarto posto, mentre ai play-off viene eliminata dal Benevento al primo turno della fase nazionale; in seguito a ciò, il tecnico non viene riconfermato alla guida della Triestina.
L'11 luglio 2024, Bordin viene annunciato come nuovo allenatore dell'Elbasani, squadra neopromossa nella massima serie albanese. A dicembre dello stesso anno, si dimette dal proprio incarico, lasciando il club al quinto posto in campionato.
Il 20 gennaio 2025, viene ingaggiato fino a fine stagione dal Caldiero, in quel momento al penultimo posto del girone A di Serie C, sostituendo l'esonerato Cristian Soave. Dopo sole 4 partite di campionato e la sconfitta in semifinale di Coppa Italia di Serie C, viene esonerato il 20 febbraio seguente.

## Statistiche

### Statistiche da allenatore

#### Club
Statistiche aggiornate al 20 febbraio 2025. In grassetto le competizioni vinte.
| Stagione                | Squadra                 | Campionato              | Campionato | Campionato | Campionato | Campionato | Coppe nazionali | Coppe nazionali | Coppe nazionali | Coppe nazionali | Coppe nazionali | Coppe continentali | Coppe continentali | Coppe continentali | Coppe continentali | Coppe continentali | Altre coppe | Altre coppe | Altre coppe | Altre coppe | Altre coppe | Totale | Totale | Totale | Totale | % Vittorie | Piazzamento |
| Stagione                | Squadra                 | Comp                    | G          | V          | N          | P          | Comp            | G               | V               | N               | P               | Comp               | G                  | V                  | N                  | P                  | Comp        | G           | V           | N           | P           | G      | V      | N      | P      | %          | Piazzamento |
| ----------------------- | ----------------------- | ----------------------- | ---------- | ---------- | ---------- | ---------- | --------------- | --------------- | --------------- | --------------- | --------------- | ------------------ | ------------------ | ------------------ | ------------------ | ------------------ | ----------- | ----------- | ----------- | ----------- | ----------- | ------ | ------ | ------ | ------ | ---------- | ----------- |
| mar.-mag. 2016          | Triestina               | D                       | 7+1        | 1          | 4+1        | 2          | CI-D            | -               | -               | -               | -               | -                  | -                  | -                  | -                  | -                  | -           | -           | -           | -           | -           | 8      | 1      | 5      | 2      | 12,50      | Sub., 16°   |
| ott. 2016-2017          | Sheriff Tiraspol        | DN                      | 21+1       | 15         | 3+1        | 3          | CM              | 4               | 3               | 1               | 0               | UCL                | -                  | -                  | -                  | -                  | SM          | -           | -           | -           | -           | 26     | 18     | 5      | 3      | 69,23      | Sub., 1°    |
| 2017                    | Sheriff Tiraspol        | DN                      | 18         | 14         | 3          | 1          | CM              | 1               | 1               | 0               | 0               | UCL+UEL            | 4+8                | 1+2                | 1+5                | 2+1                | -           | -           | -           | -           | -           | 31     | 18     | 9      | 4      | 58,06      | 1°          |
| apr. 2018               | Sheriff Tiraspol        | DN                      | 4          | 4          | 0          | 0          | CM              | 1               | 0               | 0               | 1               | UCL                | -                  | -                  | -                  | -                  | -           | -           | -           | -           | -           | 5      | 4      | 0      | 1      | 80,00      | Dimiss.     |
| 2018-2019               | Neftçi Baku             | PL                      | 28         | 17         | 7          | 4          | AC              | 2               | 1               | 0               | 1               | UEL                | 2                  | 1                  | 0                  | 1                  | -           | -           | -           | -           | -           | 32     | 19     | 7      | 6      | 59,38      | 2°          |
| 2019-gen. 2020          | Neftçi Baku             | PL                      | 14         | 7          | 4          | 3          | AC              | 2               | 0               | 1               | 1               | UEL                | 6                  | 4                  | 1                  | 1                  | -           | -           | -           | -           | -           | 22     | 11     | 6      | 5      | 50,00      | Eson.       |
| Totale Neftçi Baku      | Totale Neftçi Baku      | Totale Neftçi Baku      | 42         | 24         | 11         | 7          |                 | 4               | 1               | 1               | 2               |                    | 8                  | 5                  | 1                  | 2                  |             | -           | -           | -           | -           | 54     | 30     | 13     | 11     | 55,56      |             |
| gen.-giu. 2023          | Sheriff Tiraspol        | SL                      | 10         | 7          | 3          | 0          | CM              | 5               | 4               | 1               | 0               | UEL+UECL           | 0+4                | 0+1                | 0+0                | 0+3                | -           | -           | -           | -           | -           | 19     | 12     | 4      | 3      | 63,16      | Sub., 1°    |
| lug.-ott. 2023          | Sheriff Tiraspol        | SL                      | 7          | 6          | 0          | 1          | CM              | -               | -               | -               | -               | UCL+UEL            | 4+6                | 2+2                | 0+2                | 2+2                | -           | -           | -           | -           | -           | 17     | 10     | 2      | 5      | 58,82      | Eson.       |
| Totale Sheriff Tiraspol | Totale Sheriff Tiraspol | Totale Sheriff Tiraspol | 61         | 46         | 10         | 5          |                 | 11              | 8               | 2               | 1               |                    | 26                 | 8                  | 8                  | 10                 |             | -           | -           | -           | -           | 98     | 62     | 20     | 16     | 63,27      |             |
| feb.-giu. 2024          | Triestina               | C                       | 14+3       | 5          | 3+2        | 6+1        | CI-C            | -               | -               | -               | -               | -                  | -                  | -                  | -                  | -                  | -           | -           | -           | -           | -           | 17     | 5      | 5      | 7      | 29,41      | Sub., 4°    |
| Totale Triestina        | Totale Triestina        | Totale Triestina        | 25         | 6          | 10         | 9          |                 | -               | -               | -               | -               |                    | -                  | -                  | -                  | -                  |             | -           | -           | -           | -           | 25     | 6      | 10     | 9      | 24,00      |             |
| lug.-dic. 2024          | Elbasani                | KS                      | 16         | 4          | 9          | 3          | KS              | -               | -               | -               | -               | -                  | -                  | -                  | -                  | -                  | -           | -           | -           | -           | -           | 16     | 4      | 9      | 3      | 25,00      | Eson.       |
| gen.-feb. 2025          | Caldiero                | C                       | 4          | 1          | 1          | 2          | CI-C            | 2               | 0               | 1               | 1               | -                  | -                  | -                  | -                  | -                  | -           | -           | -           | -           | -           | 6      | 1      | 2      | 3      | 16,67      | Sub., Eson. |
| Totale carriera         | Totale carriera         | Totale carriera         | 148        | 81         | 41         | 26         |                 | 17              | 9               | 4               | 4               |                    | 34                 | 13                 | 9                  | 12                 |             | -           | -           | -           | -           | 199    | 103    | 54     | 42     | 51,76      |             |

#### Nazionale nel dettaglio
| 2021            | Moldavia        | Qual. Mondiale 2022 | 6º nel Gruppo F | 10 | 0 | 1 | 9  | &0,00 | 5 | 30 | -25 |
| Dal 2021        | Moldavia        | Amichevoli          |                 | 2  | 1 | 0 | 1  | 50,00 | 1 | 2  | -1  |
| Totale Moldavia | Totale Moldavia | Totale Moldavia     | Totale Moldavia | 12 | 1 | 1 | 10 | 8,33  | 6 | 32 | -26 |

#### Panchine da commissario tecnico della nazionale moldava
| Cronologia completa delle presenze e delle reti in nazionale ― Moldavia | Cronologia completa delle presenze e delle reti in nazionale ― Moldavia | Cronologia completa delle presenze e delle reti in nazionale ― Moldavia | Cronologia completa delle presenze e delle reti in nazionale ― Moldavia | Cronologia completa delle presenze e delle reti in nazionale ― Moldavia | Cronologia completa delle presenze e delle reti in nazionale ― Moldavia | Cronologia completa delle presenze e delle reti in nazionale ― Moldavia | Cronologia completa delle presenze e delle reti in nazionale ― Moldavia |
| Data                                                                    | Città                                                                   | In casa                                                                 | Risultato                                                               | Ospiti                                                                  | Competizione                                                            | Reti                                                                    | Note                                                                    |
| ----------------------------------------------------------------------- | ----------------------------------------------------------------------- | ----------------------------------------------------------------------- | ----------------------------------------------------------------------- | ----------------------------------------------------------------------- | ----------------------------------------------------------------------- | ----------------------------------------------------------------------- | ----------------------------------------------------------------------- |
| 25-3-2021                                                               | Chișinău                                                                | Moldavia                                                                | 1 – 1                                                                   | Fær Øer                                                                 | Qual. Mondiali 2022                                                     | Ion Nicolaescu                                                          | Cap: A.Epureanu                                                         |
| 28-3-2021                                                               | Herning                                                                 | Danimarca                                                               | 8 – 0                                                                   | Moldavia                                                                | Qual. Mondiali 2022                                                     | -                                                                       | Cap: A.Epureanu                                                         |
| 31-3-2021                                                               | Chișinău                                                                | Moldavia                                                                | 1 – 4                                                                   | Israele                                                                 | Qual. Mondiali 2022                                                     | Cătălin Carp                                                            | Cap: A.Epureanu                                                         |
| 3-6-2021                                                                | Paderborn                                                               | Turchia                                                                 | 2 – 0                                                                   | Moldavia                                                                | Amichevole                                                              | -                                                                       | Cap: V.Posmac                                                           |
| 6-6-2021                                                                | Chișinău                                                                | Moldavia                                                                | 1 – 0                                                                   | Azerbaigian                                                             | Amichevole                                                              | Vitalie Damascan                                                        | Cap: I.Armas                                                            |
| 1-9-2021                                                                | Chișinău                                                                | Moldavia                                                                | 0 – 2                                                                   | Austria                                                                 | Qual. Mondiali 2022                                                     | -                                                                       | Cap: A.Ionita                                                           |
| 4-9-2021                                                                | Glasgow                                                                 | Scozia                                                                  | 1 – 0                                                                   | Moldavia                                                                | Qual. Mondiali 2022                                                     | -                                                                       | Cap: I.Armas                                                            |
| 7-9-2021                                                                | Tórshavn                                                                | Fær Øer                                                                 | 2 – 1                                                                   | Moldavia                                                                | Qual. Mondiali 2022                                                     | Nicolae Milinceanu                                                      | Cap: I.Armas                                                            |
| 9-10-2021                                                               | Chișinău                                                                | Moldavia                                                                | 0 – 4                                                                   | Danimarca                                                               | Qual. Mondiali 2022                                                     | -                                                                       | Cap: I.Armas                                                            |
| 12-10-2021                                                              | Be'er Sheva                                                             | Israele                                                                 | 2 – 1                                                                   | Moldavia                                                                | Qual. Mondiali 2022                                                     | Ion Nicolaescu                                                          | Cap: I.Armas                                                            |
| 12-11-2021                                                              | Chișinău                                                                | Moldavia                                                                | 0 – 2                                                                   | Scozia                                                                  | Qual. Mondiali 2022                                                     | -                                                                       | Cap: A.Ionita                                                           |
| 15-11-2021                                                              | Klagenfurt                                                              | Austria                                                                 | 4 – 1                                                                   | Moldavia                                                                | Qual. Mondiali 2022                                                     | Ion Nicolaescu                                                          | Cap: A.Ionita                                                           |
| Totale                                                                  |                                                                         | Presenze                                                                | 12                                                                      |                                                                         | Reti                                                                    | 6                                                                       |                                                                         |

## Palmarès

### Giocatore

#### Club
- Campionato italiano Serie C1: 1

Parma: 1985-1986 (girone A)
- Campionato italiano Serie C2: 1

Spezia: 1999-2000 (girone A)
- Coppa Italia Serie C: 1

Spezia: 2004-2005

### Allenatore

#### Club
- Campionato moldavo: 3

Sheriff Tiraspol: 2016-2017, 2017, 2022-2023
- Coppa di Moldavia: 2

Sheriff Tiraspol: 2016-2017, 2022-2023

#### Individuale
- Panchina d'oro speciale: 1

2016-2017